# 比爾根山脈

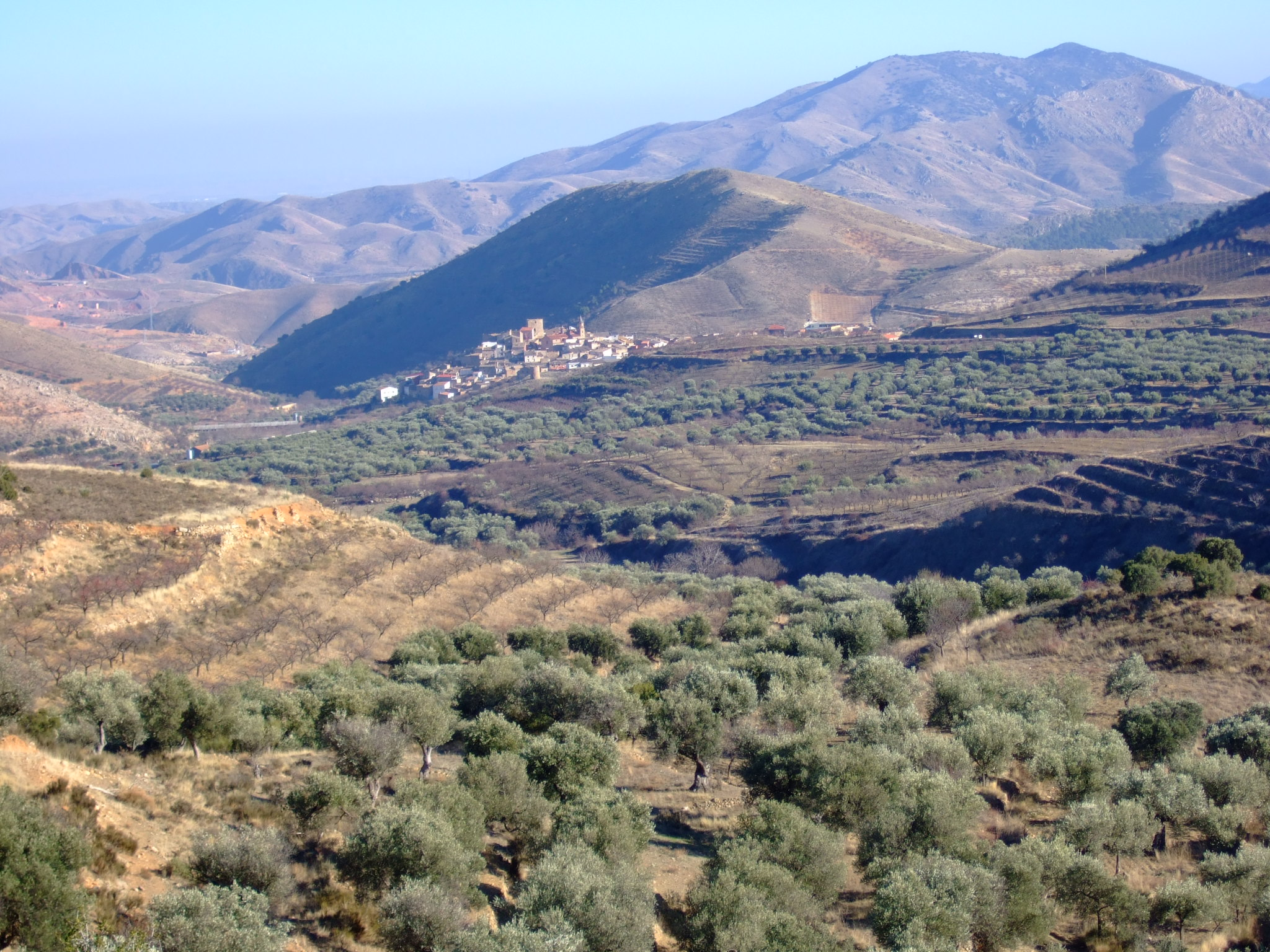

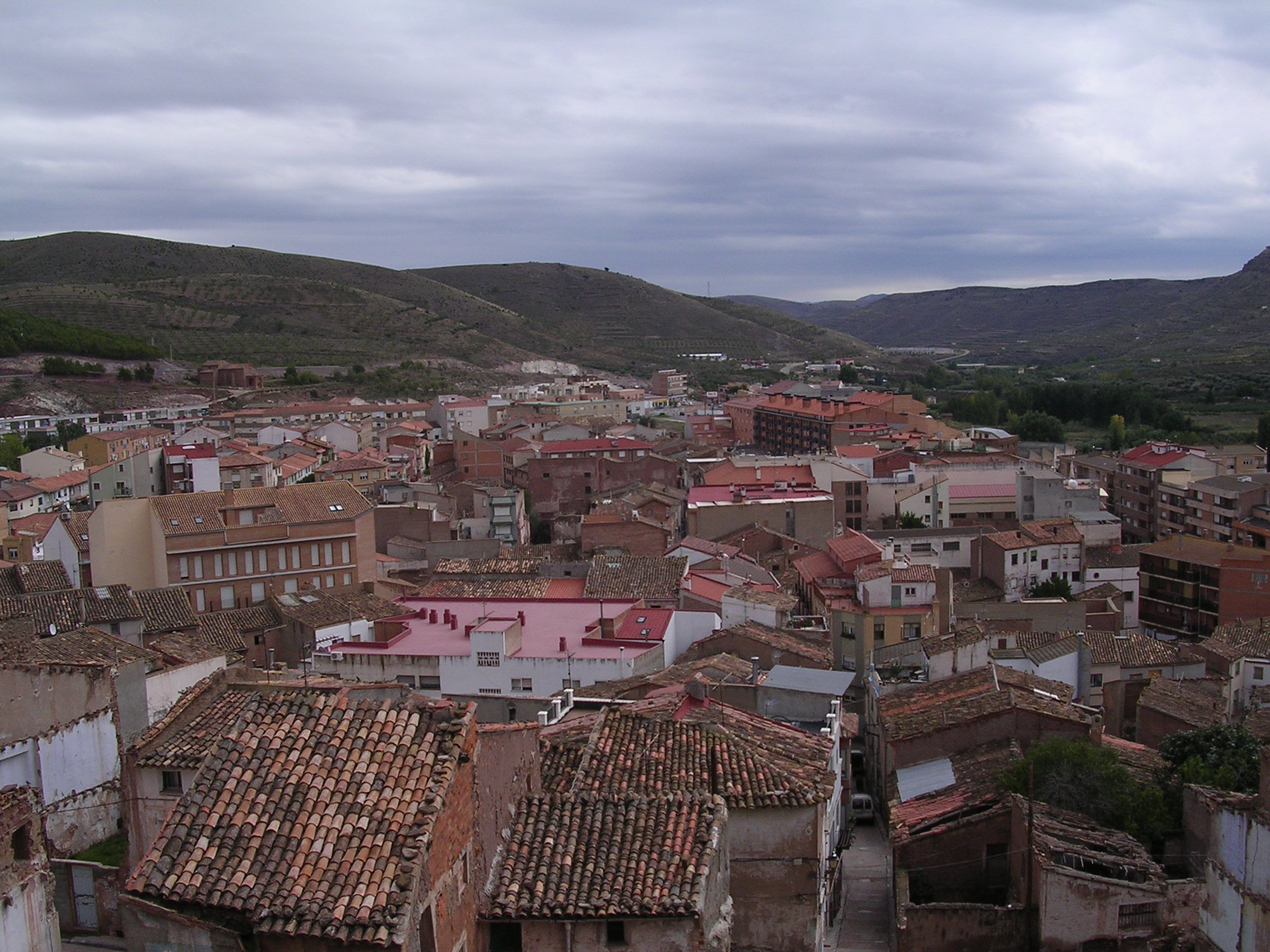

41°31′32″N 1°44′24″W / 41.52556°N 1.74000°W
比爾根山脈（西班牙語：Sierra de la Virgen）是西班牙的山脈，位於阿拉貢自治區，處於蒙卡約山以南，屬於伊比利亞山脈的一部分，最高點海拔高度1,433米，山體在寒武紀時期形成。